# Minos Kalokairinos

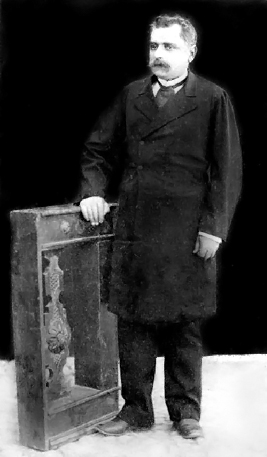
Minos Kalokairinos

Minos Kalokairinos (griechisch Μίνως Καλοκαιρινός; * 1843 in Iraklio; † 1907 ebenda) war ein griechischer Kaufmann und Hobby-Archäologe. Er führte als erster Ausgrabungen in Knossos auf Kreta durch.
Er war der jüngste Sohn des kythirischen Händlers Andreas Kalokairinos und der Margiora Krassaki, die aus einer sehr reichen und angesehenen, venezianisch-kretischen Familie stammte. Zu Margiora Krassakis Mitgift gehörten riesige Ländereien, darunter die gesamte Gegend von Knossos, die nach der Heirat mit Andreas Kalokairinos in dessen Besitz überging. So konnte sein Sohn Minos viele Jahre später mit den ersten Ausgrabungen in Knossos beginnen. Minos Kalokairinos hatte drei Brüder Lysimachos, Thrasivoulos und Myron und eine Schwester namens Penelope. 1868 heiratete Minos Kalokairinos Skevo Kyriazi, mit der er fünf Kinder hatte.
Nach seiner schulischen Ausbildung auf der Insel Syros begann er ein Jura-Studium an der Universität von Athen, das er aber nach einem Jahr wegen der schweren Erkrankung seines Vaters abbrechen musste. Als sein Vater starb, führte er dessen Geschäfte weiter. Später verdiente er sein Geld mit Seifenherstellung. Er errang einige Auszeichnungen auf den Weltausstellungen mit seinen Produkten. Jedoch musste er 1895 überschuldet Konkurs anmelden. 1903 setzte er sein Jura-Studium fort.
Kalokairinos war sehr an Geschichte und Archäologie interessiert. So kam es, dass er 1878, noch vor Arthur Evans, die ersten Grabungen in Knossos durchführte. Hierbei stieß er auf große Vorratsgefäße und Mykenische Keramik. Seine Funde stellte er zunächst am Fundort aus. Später präsentierte er die Privatausstellung im "Haus Kalokairinos", dem heutigen Historischen Museum von Iraklio. Im letzten Jahr des großen kretischen Aufstands gegen die türkische Herrschaft (1895–1898) wurden ein Sohn und sein Bruder Lysimachos getötet. In ihren, von den Türken abgebrannten, Häusern wurden viele wichtige archäologischen Funde zerstört.

## Schriften
- Νομοθεσία του Βασιλέως της Κρήτης Μίνωος περί ακοσμίας εν τω Συντάγματι (Gesetzgebung der Könige des minoischen Kreta), Athen 1901 Volltext